# Port lotniczy Gaoua
Port lotniczy Gaoua – port lotniczy położony w Amilcal Cabral De Ga, w Burkinie Faso.